# 東リクイズ・イエス・ノー
『東リ クイズ・イエス・ノー』（とうリ クイズ イエス ノー）は、1974年4月7日から1975年3月30日まで、NET（現在はテレビ朝日）系列で放送された、毎日放送（MBS）制作の視聴者参加型クイズ番組。東リ（当時の正式社名は、東洋リノリユーム）の一社提供。放送時間は毎週日曜14:00 - 14:25（JST）。

## 概要
番組開始当初は、チャンピオンは30人勝ち抜いて賞金100万円を獲得することを目標としていた。しかし、厳しいルールゆえ100万円が中々出なかった事から、半年後「5人勝ち抜き」に緩和された（これと同時に、タイトルも『5人抜きQ（クイズ）・イエス・ノー』と改題）。これを達成すれば、賞金10万円とタヒチ旅行が贈られた（4人抜きの場合は東リ製品。なお、賞金は1人勝抜く毎に2万円）。
毎回、あるテーマに沿ったクイズが出題され、それについての5つの質問に○×の二者択一形式で答える。これを3セット行い、合計得点の多い人が勝利。
1975年1月5日放送の「新春大会」では、男性・女性（双方ともに一般人）4人ずつの団体戦が行われた。クイズルールは通常回と同じで、勝者の多かったチームの全員にはハワイ旅行がプレゼントされた。
当番組は腸捻転解消にともない終了。1975年4月以降、東リ一社提供枠は新たにNET系列となった朝日放送（ABC）に引き継がれ、『東リ・パネルクイズ アタック25』として、新たにスタートした。

## 出演者
- 司会：児玉清
- 出題：佐藤良子（当時MBSアナウンサー）

## ネット局
| 放送対象地域 | 放送局       | 当時の系列                   | 放送日時（最終回時点） | 備考                                                        |
| ------------ | ------------ | ---------------------------- | ---------------------- | ----------------------------------------------------------- |
| 近畿広域圏   | 毎日放送     | NETテレビ系列                | 日曜 14:00 - 14:25     | 制作局                                                      |
| 北海道       | 北海道テレビ | NETテレビ系列                | 日曜 14:00 - 14:25     |                                                             |
| 関東広域圏   | NET          | NETテレビ系列                | 日曜 14:00 - 14:25     |                                                             |
| 中京広域圏   | 名古屋放送   | NETテレビ系列                | 日曜 14:00 - 14:25     |                                                             |
| 香川県       | 瀬戸内海放送 | NETテレビ系列                | 日曜 14:00 - 14:25     |                                                             |
| 福岡県       | 九州朝日放送 | NETテレビ系列                | 日曜 14:00 - 14:25     |                                                             |
| 岡山県       | 岡山放送     | フジテレビ系列 NETテレビ系列 | 日曜 14:00 - 14:25     | 1974年4月21日時点では未放送 1975年3月30日時点では同時ネット |
| 静岡県       | テレビ静岡   | フジテレビ系列               | 日曜 14:00 - 14:25     | [ 注 3 ]                                                    |
| 宮城県       | 宮城テレビ   | NETテレビ系列 日本テレビ系列 | 日曜 15:45 - 16:15     |                                                             |
| 広島県       | 中国放送     | TBS系列                      | 日曜 11:30 - 11:55     | 1974年4月21日 - 1975年3月30日                               |
| 愛媛県       | テレビ愛媛   | フジテレビ系列               | 月曜 18:00 - 18:25     |                                                             |

## 備考
- 毎日新聞東京版 1974年10月6日付・11面に、この番組の宣伝広告が掲載された。同広告には、司会の児玉と出題の佐藤、そして解答者席の写真が載っていた。
- 2011年2月19日の日刊スポーツ大阪版において、児玉が『パネルクイズ アタック25』への思いを語った際、この『イエス・ノー』に関しては「正直な処、成功したとは言えなかった。解答者を弄る事が不得手な司会の私に問題が在るとも言われてました」と懐古した[5]。『イエス・ノー』での児玉の司会ぶりを評価していた朝日放送が腸捻転解消により、新番組『アタック25』を制作するにあたり児玉に司会を要請した際、児玉は当初「前の番組（イエス・ノー）で成果をあげていないのに、またというのは失礼ですから」[6]と、要請を何度も断るが、再度粘り強く説得された末に承諾し[5]、2011年4月10日放送分まで36年間、当番組も含めると37年間に亘って司会を務めるまでになった。
- 児玉は2011年5月16日、胃癌のため77歳で死去した。5月22日に、朝日放送・テレビ朝日系列で放送された『さようなら児玉清さん 〜パネルクイズ アタック25特別番組〜』[注 5]において、当番組の白黒スチール写真が紹介された。なお、東リの公式サイトではカラーのスチール写真が公開されている[7]。